# ウッド灯検査
ウッド灯検査（ウッドとうけんさ）とはウッド灯と呼ばれる紫外線照射装置で、365nmの長波長の紫外線を病変部の皮膚に照射する皮膚疾患の診断法。疾患により特異的な蛍光を発する。

## ウッド灯検査が行われる主な疾患
- 真菌症
  - 癜風 - 原因菌のMalassezia furfurは灰黄色の蛍光を発する。
  - 白癬 - 白癬の一部は Microsporum canis を代表とする Microsporum 属によってひきおこされ、これは青緑色の蛍光を発する。Trichophyton 属は蛍光を発さない。
- 細菌感染症
  - 紅色陰癬 - サンゴ色の蛍光を発する。
  - 緑膿菌感染 - 黄緑色の蛍光を発する。
- ポルフィリン症
  - 晩発性皮膚ポルフィリン症では、尿が桃橙色の蛍光を発する。
- 尋常性白斑
  - 尋常性白斑部は淡い青白色の蛍光を発する。正常部は蛍光を発さない。